# Ib Frendø
Ib Frendø (født 18. november 1957) er en dansk skuespiller.

## Filmografi
- Slip hestene løs (2000)
- Solkongen (2005)

### Tv-serier
- Landsbyen (1991-1996)
- Rejseholdet (2000-2003)
- Ørnen (2004)